# Kriek Fantastiek
Kriek Fantastiek is een Belgisch fruitbier van hoge gisting.
Het bier wordt gebrouwen in Brouwerij De Ryck te Herzele.
Het is een bruin-roodkleurig bier met een alcoholpercentage van 4,9%. Dit kriekenbier wordt gebrouwen op basis van de Arend Winter.